# NGC 3222
NGC 3222 је спирална галаксија у сазвежђу Лав која се налази на NGC листи објеката дубоког неба.
Деклинација објекта је + 19° 53' 12" а ректасцензија 10h 22m 34,4s. Привидна величина (магнитуда) објекта NGC 3222 износи 13,0 а фотографска магнитуда 14,0. NGC 3222 је још познат и под ознакама UGC 5610, MCG 3-27-11, CGCG 94-18, PGC 30377.